# Anders Larsson (idrottsledare)
Anders Olov Larsson, född 4 mars 1977, är en svensk industriekonom och ordförande för Svenska Ishockeyförbundet sedan juni 2015.
Larsson utbildade sig till civilingenjör i industriell ekonomi vid Kungliga Tekniska högskolan i Stockholm i början av 2000-talet. Efter några år i ingenjörsyrket på Stora Enso, har yrkeskarriären kommit att handla om personal- och HR-frågor hos såväl Stora Enso som Reebok-CCM Hockey. Sedan förbundsmötet 2017 är han arbetande ordförande i ishockeyförbundet och han lämnade därmed sin dåvarande roll som HR-direktör för Sverige hos Elekta.
Under åren 1997–2004 var han engagerad i Svenska Ishockeyförbundets centrala domarverksamhet och under åren 2003–2013 var han även distriktsordförande i Gästriklands Ishockeyförbund. Redan 2004 valdes han in i Svenska Ishockeyförbundets styrelse och har där bland annat varit tävlingsnämndens ordförande i elva år. Larsson ingår sedan 2012 i Arbetsgivaralliansens styrelse och är sedan 2020 arbetsgivarorganisationens ordförande. Vid Svenska Ishockeyförbundets förbundsmöte den 13 juni 2015 valdes Larsson till ny ordförande för Svenska Ishockeyförbundet och efterträdde därmed Christer Englund. Sedan den 20 april 2017 ingår han också som styrelseledamot i Sveriges Olympiska Kommitté och utsågs 2021 till vice ordförande i SOK.
I september 2021 valdes Anders Larsson till ny styrelseledamot i det Internationella Ishockeyförbundet (IIHF).